# 陳倫 (成化辛丑進士)
陳倫（1444年—？），字用常，浙江紹興府餘姚縣人，民籍，明朝政治人物。

## 生平
成化四年（1468年）戊子科浙江鄉試第七十名舉人。成化十七年（1481年）中式辛丑科會試第八十六名，二甲第二十九名進士。官员外郎，弘治元年（1488年）三月考察。升户部郎中，三年三月升河间长芦都转运盐使司运使，丁憂服闋，十三年七月復除原任，十四年十二月考察致仕。

## 家族
曾祖陳啟之；祖父陳伯賢；父陳端，母伍氏。具庆下。